# Candlemass
Candlemass es una reconocida banda de doom metal proveniente de Estocolmo, Suecia, fundada en 1984 por el bajista y principal compositor Leif Edling. Es considerada la banda progenitora del estilo  epic doom, por implementar voces limpias y operáticas entre tenores y barítonos, gracias a los principales cantantes que han sido parte de la agrupación, como Johan Längqvist, Robert Lowe y especialmente Messiah Marcolin. 
Tras varios cambios en su formación, finalmente se unieron a la banda los guitarristas Lars "Lasse" Johansson, Mats "Mappe" Björkman y el baterista Jan Lindh, quienes junto a Leif Edling y el vocalista Messiah Marcolin completaron la formación clásica de Candlemass, la cual grabó los álbumes Nightfall (1987), Ancient Dreams (1988), Tales of Creation (1989) y Candlemass (2005).
Candlemass es, además, el séptimo mejor artista en ventas proveniente de Suecia, vendiendo hasta 2010 más de 15 millones de álbumes alrededor del mundo.

## Historia
Originalmente la agrupación solía llamarse Nemesis cuando en 1982 Leif Edling, quien por entonces también se desempeñaba como cantante, reclutó a los guitarristas Anders Wallin y Christian Weberyd junto al baterista Mats Ekström. Fue en 1984 después de haber publicado un demo y un EP, que Leif Edling decide cambiar el nombre de la banda por Candlemass, en el proceso Anders Wallin abandona la banda y al año siguiente Christian Weberyd también se retira, es entonces cuando Leif y Mats Ekström deciden reclutar en 1985 al guitarrista Mats "Mappe" Björkman para comenzar a trabajar en su álbum debut Epicus Doomicus Metallicus.
El primer álbum de Candlemass, publicado en 1986 es considerado ampliamente como un hito en la escena del doom metal, cuyo título no solo bautiza al nuevo estilo creado por ellos, sino también al doom metal en general, pues si bien ya se había estado gestando desde 1970 gracias a Black Sabbath, no fue sino hasta más de una década después que recibió un nombre propio. Fue el padre de Mats Ekström quien diseñó la característica portada del disco y que ha servido como el logo de la banda desde entonces. La formación del grupo en dicho disco consistía en Leif Edling en el bajo, Mats Ekström en la batería, Mats "Mappe" Björkman en la guitarra y Johan Längqvist como cantante.
La voz del barítono Johan Längqvist sirvió para que la banda comenzara a forjarse una identidad única en el mundo del heavy metal, a pesar de ello y del rápido ascenso de la reputación del grupo, nunca hizo parte formalmente de la banda aún después de la insistencia y del esfuerzo de los músicos para que permaneciera con ellos, por tal motivo Candlemass se vio en la obligación de buscar un nuevo cantante de tiempo completo, poniendo su atención en el joven Bror Jan Alfredo Marcolin, conocido como Messiah Marcolin, quien recién había dejado la banda Mercy en donde aparte de cantar y escribir también tocaba la batería. En lugar de audicionar frente a ellos, cantó algunos temas del Epicus Doomicus Metallicus por teléfono mientras la madre de Marcolin sostenía el auricular, impresionados por su desempeño inmediatamente le ofrecieron el puesto como nuevo cantante mientras el guitarrista líder Lars "Lasse" Johansson también era reclutado junto al nuevo baterista Jan Lindh, dando así inicio a la formación clásica de la banda.
El siguiente álbum que grabaron fue Nightfall (1987), reconocido como uno de los mejores discos de doom metal jamás realizados y el cual dio una nueva dimensión al grupo debido al cambio en la formación. Los siguientes álbumes fueron Ancient Dreams (1988) y Tales of Creation (1989). En 1990 un disco en directo vio la luz. Por esa época, las diferencias comenzaron a surgir entre los miembros del grupo, terminando en la decisión de Messiah Marcolin de abandonar la banda. 
Después de la salida de Marcolin, Candlemass reclutó al futuro cantante de Therion, Thomas Vikström, para grabar el disco Chapter VI (1992). El disco no tuvo mucho éxito, y tras poco tiempo el grupo se disolvió, principalmente por la decisión de Leif de formar otro proyecto llamado Abstrakt Algebra. El proyecto no salió todo lo bien que Leif hubiera deseado, resultando ser una gran pérdida de dinero. Por ello Leif resucitó el nombre de Candlemass, junto a una formación completamente nueva para grabar dos nuevos discos de estudio: Dactylis Glomerata (1998) (al parecer es el nombre científico de una planta a la que Leif Edling es alérgico) en donde contó con el apoyo del guitarrista Michael Amott y From the 13th Sun (1999). Sin tener el éxito de anteriores álbumes, estos discos fueron muy bien recibidos por la crítica y el público, a pesar de que la voz más "sucia" y "rasposa" del vocalista Björn Flodkvist había ofrecido un cambio de estilo notorio.
En el año 2002, la formación clásica de Candlemass decidieron reagruparse, lanzándose a una gira por Europa que tuvo un gran éxito entre los fanes, resultando en la grabación de un disco en directo.
Sus primeros discos fueron remasterizados (Epicus Doomicus Metallicus, Nightfall, Ancient Dreams y Tales of Creation), junto con el lanzamiento de un DVD, titulado Documents of Doom, con material nunca visto de uno de los conciertos de la banda. Finalmente, la formación clásica reunida una vez más con Messiah Marcolin trabajó en un nuevo disco de estudio, y tras muchos problemas, en los que el grupo se declaró disuelto un par de veces, lanzaron en 2005 el álbum homónimo Candlemass, con el cual ganaron un Grammy sueco ese mismo año pero Marcolin abandonó la banda una vez más al año siguiente. También existe una edición especial de dicho disco que cuenta con la participación del exvocalista de Black Sabbath, Tony Martin en algunas canciones.
En reemplazo de Messiah Marcolin entró el cantante Robert Lowe, líder de los también pioneros del epic doom Solitude Aeturnus en 2006, con quienes grabó los aclamados álbumes King of the Grey Islands (2007), Death Magic Doom (2009) y Psalms for the Dead (2012), considerado el disco final de la agrupación. No obstante y después de 6 años como miembro de la agrupación, Robert fue expulsado de la banda en el 2012 por la tensión que provocaba sobre los demás al no memorizar las letras de las canciones, llegando incluso a leerlas de un cuaderno mientras aún se encontraba sobre la tarima, a pesar de que él mismo afirma ser el mejor cantante que la banda ha tenido.
Como reemplazo de Robert entró a la agrupación el vocalista Mats Levén, antiguo integrante de la banda de Yngwie Malmsteen, y quien estuvo presente en la banda en 2006 después de la salida de Messiah Marcolin mientras se definía el futuro de la banda. Actualmente se desempeña como el principal cantante de las giras de la agrupación, quienes en el 2016 decidieron por primera vez embarcarse en un tour por América Latina, una región poco explorada por el doom metal en donde se presentarán en el mes de abril por México, Colombia, Perú, Chile, Argentina y Brasil.
El 3 de junio de este año (2016) salió un EP de cuatro canciones titulado "Death Thy Lover" a través de Napalm Records. El pasado mes de abril su antigua discográfica (Peaceville Records) lanzó al mercado un triple álbum recopilatorio que incluye también dos DVD titulado "Behind The Wall Of Doom" exactamente el 28 de abril salió a la venta. 

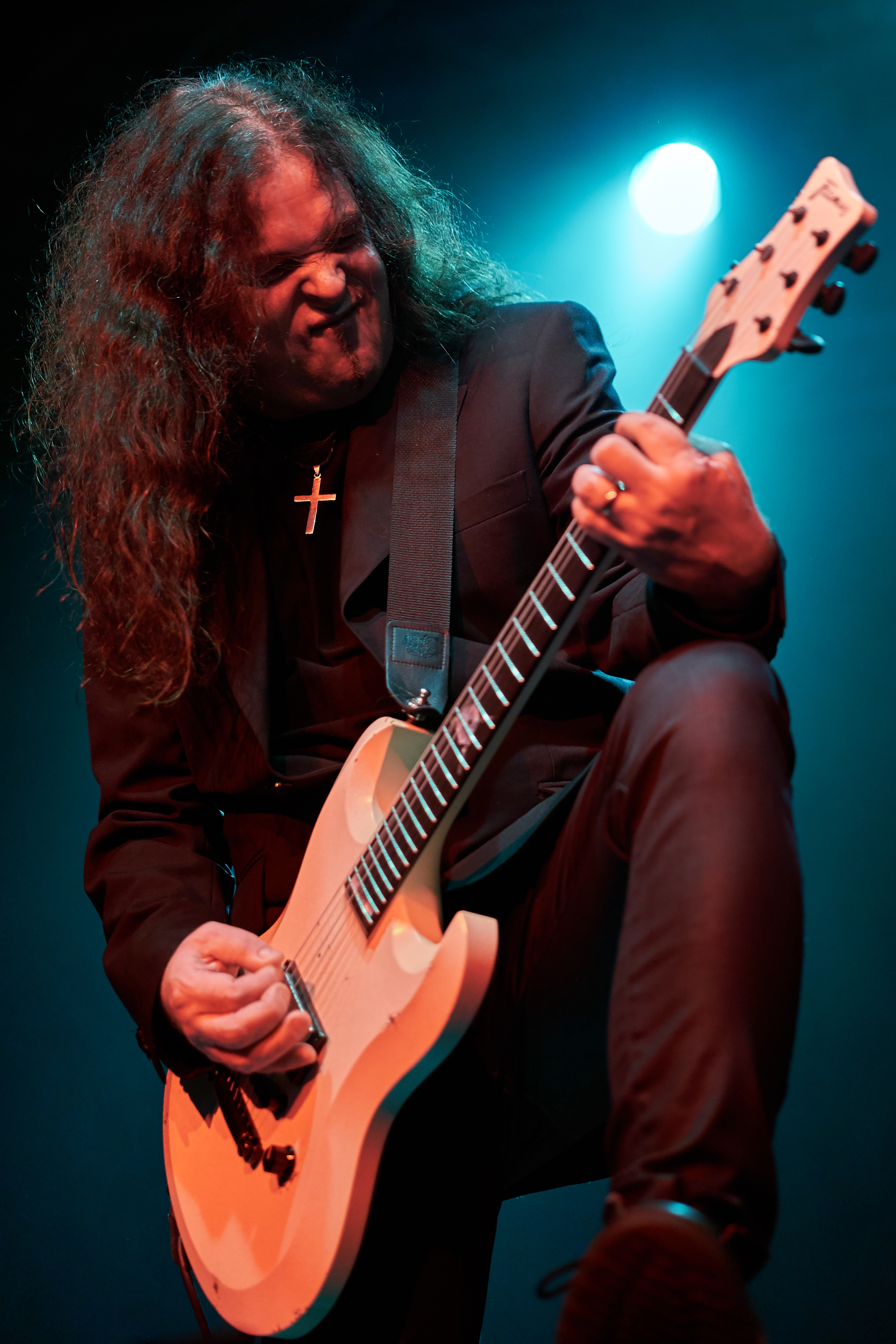
Mats Björkman
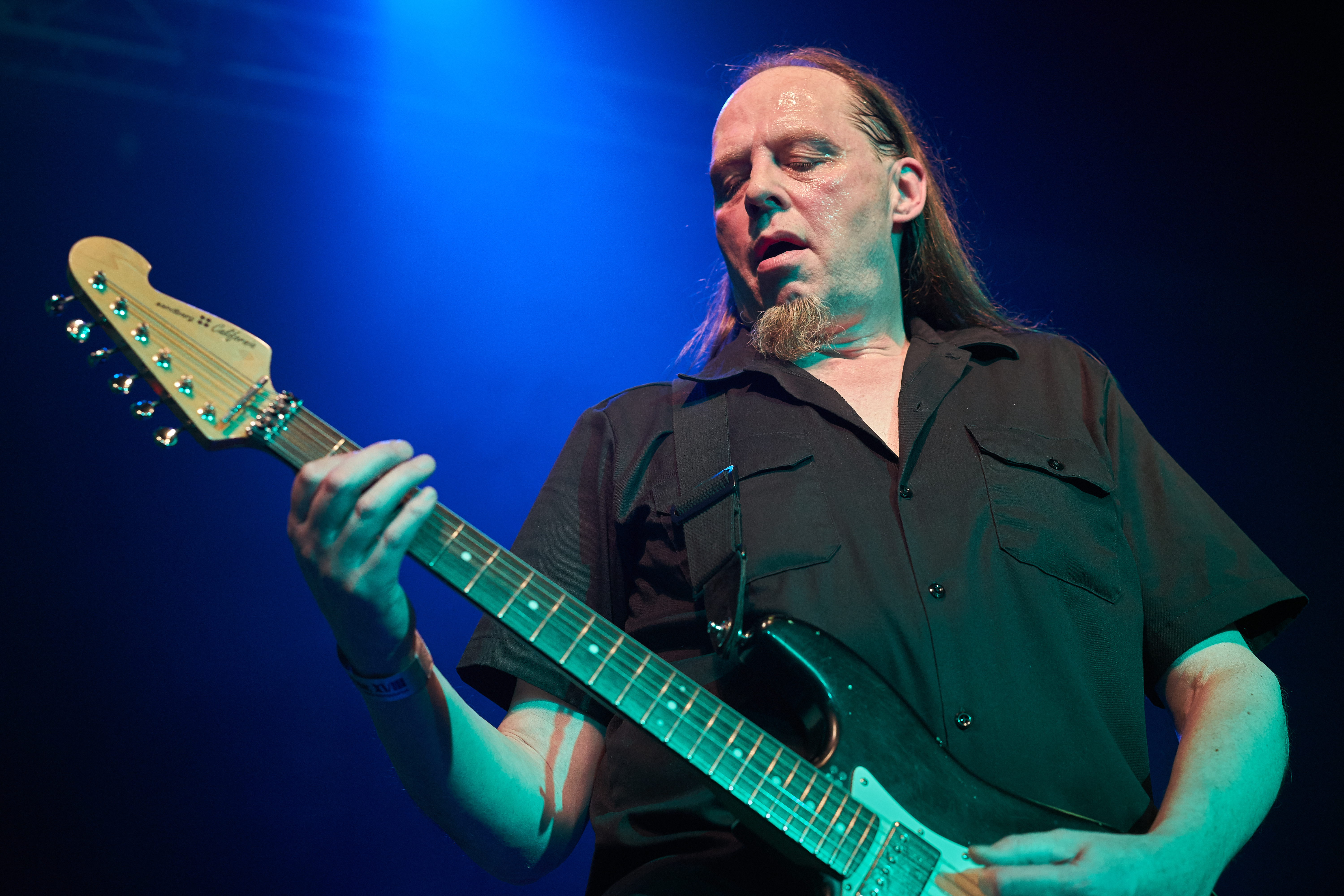
Lars Johansson
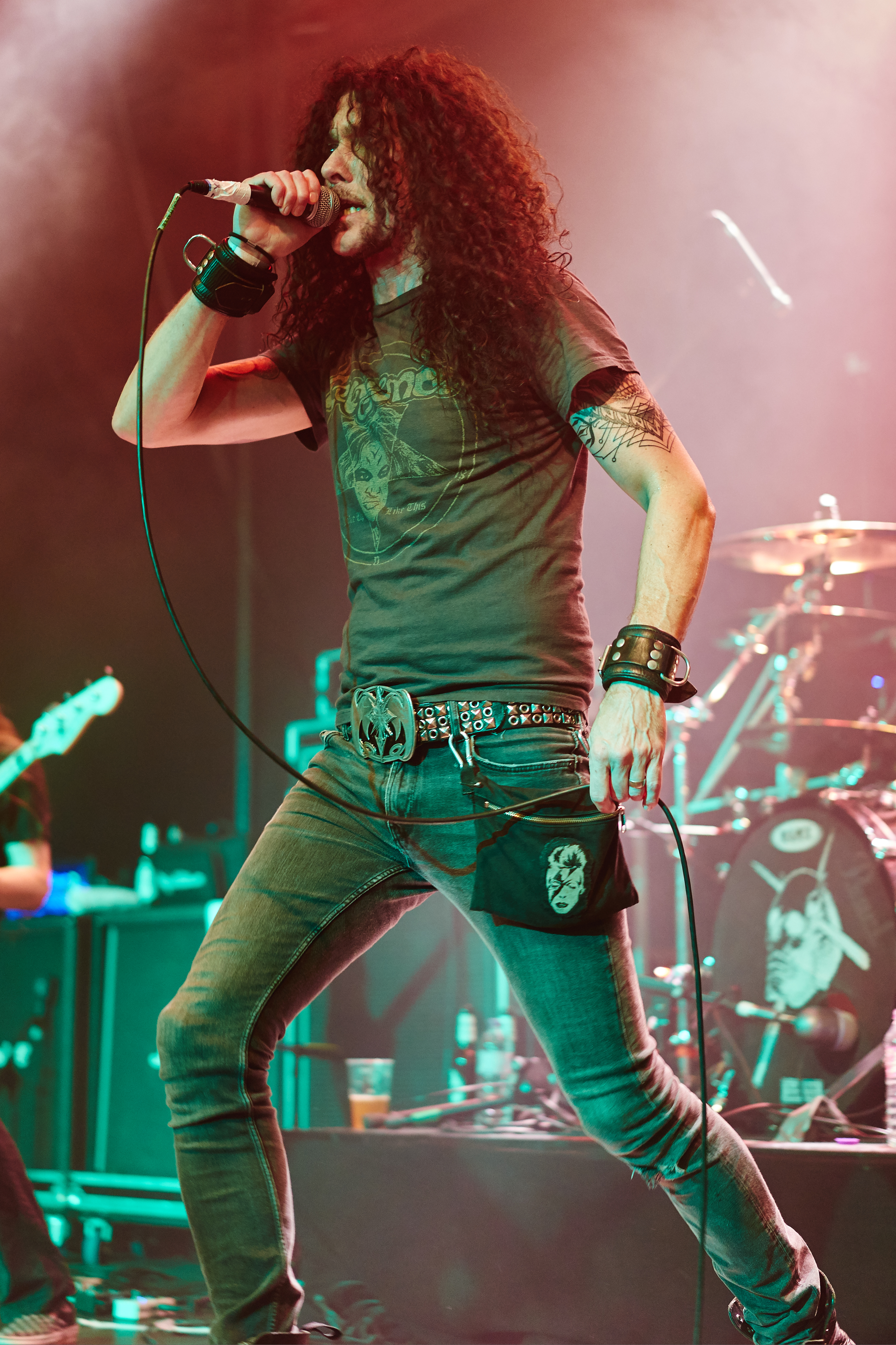
Mats Levén
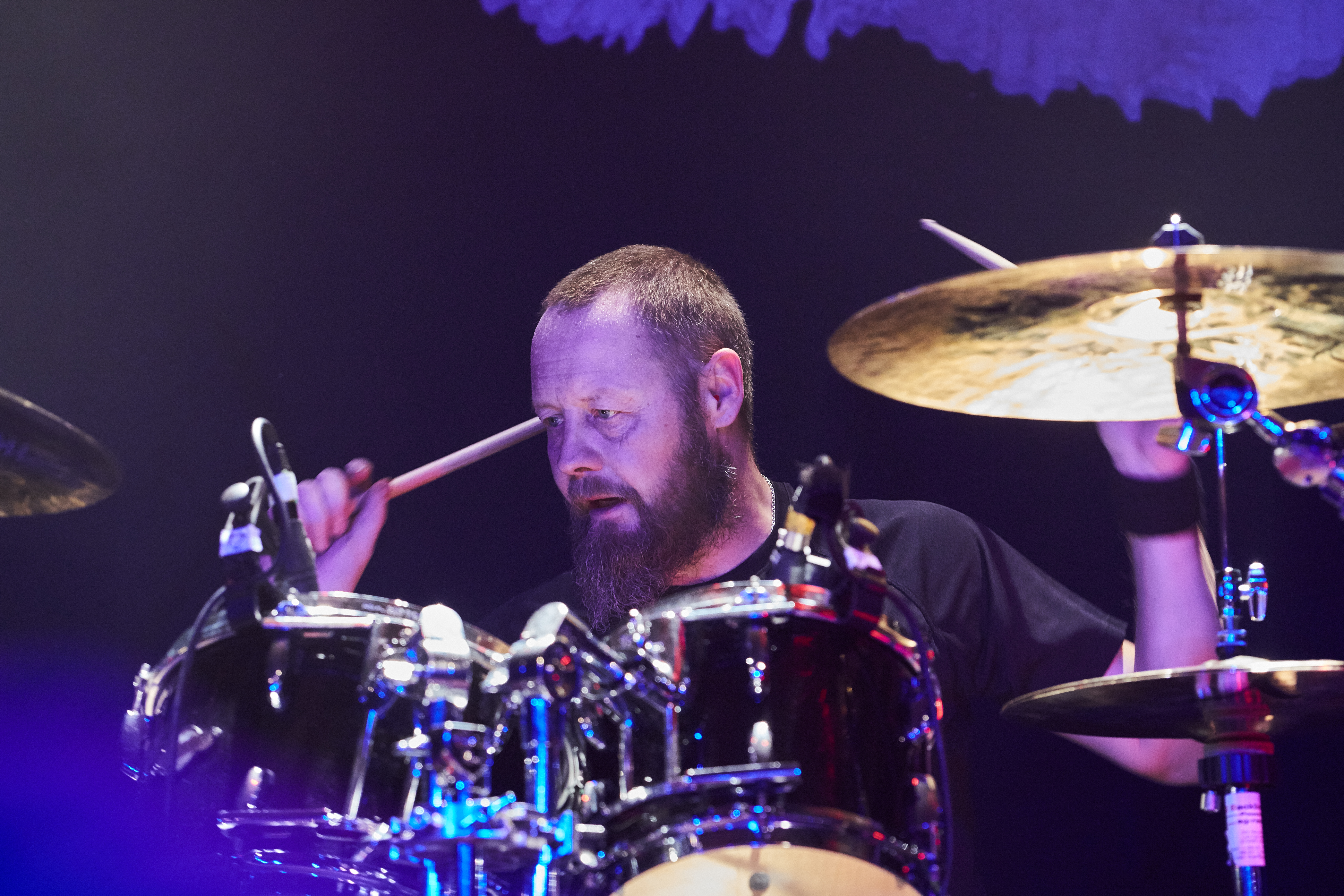
Jan Lindh

## Miembros
- Leif Edling - bajo (1984-presente)
- Mats "Mappe" Björkman - guitarra rítmica (1985-1994, 2001-presente)
- Lars "Lasse" Johansson - guitarra principal (1987-1994, 2001-presente)
- Jan Lindh - batería (1987-1994, 2001-presente)
- Johan Längquist - cantante (1986, 2018-presente)

### Miembros anteriores
- Messiah Marcolin - voces
- Mats Levén - voces
- Matz Ekström - batería (en Epicus Doomicus Metallicus)
- Tomas Vikström - voces (en Chapter VI)
- Bjorn Flödkvist - voces (en Dactylis Glomerata y From the 13th Sun)
- Jejo Perkovic - batería (en Dactylis Glomerata y From the 13th Sun)
- Mats Ståhl - guitarras (en From The 13th Sun)
- Carl Westholm - Teclado (en Dactylis Glomerata)
- Michael Amott - guitarras (músico de oficio en Dactylis Glomerata)
- Robert Lowe - voces

## Discografía

### Álbumes de estudio
| 1986 | Epicus Doomicus Metallicus | —  | x  | —   |
| 1987 | Nightfall                  | —  | x  | —   |
| 1988 | Ancient Dreams             | 45 | x  | 174 |
| 1989 | Tales of Creation          | 48 | x  | —   |
| 1992 | Chapter VI                 | 43 | —  | —   |
| 1998 | Dactylis Glomerata         | —  | —  | —   |
| 1999 | From the 13th Sun          | —  | —  | —   |
| 2005 | Candlemass                 | 7  | 96 | —   |
| 2007 | King of the Grey Islands   | 32 | 83 | —   |
| 2009 | Death Magic Doom           | 33 | 52 | —   |
| 2012 | Psalms for the Dead        | 19 | 58 | —   |
| 2019 | The Door to Doom           | 13 | 18 | —   |
| 2022 | Sweet Evil Sun             |    |    |     |
| "—" denotes that the recording did not chart, was not released in that territory, or is uncertified. "×" denotes periods where charts did not exist or were not archived. |                            |    |    |     |

### Álbumes en vivo
- Live (1990)
- [Doomed for Live – Reunion 2002 (2002)
- No Sleep 'til Athens (2010)
- Ashes to Ashes (2010)[6]
- Epicus Doomicus Metallicus - Live at Roadburn 2011 (2013)

### Álbumes compilatorios
- The Best of Candlemass: As It Is, as It Was (1994)
- Black Heart of Candlemass (2002)
- Diamonds of Doom (2003) (limited vinyl record)
- Essential Doom (2004)
- Dactylis Glomerata & Abstrakt Algebra II (previously unreleased album) (2008)
- Introducing (2013) (career spanning album)
- Behind the Wall of Doom (2016)[7]

### Box sets
- Doomology (2010)

|

### EPs and singles
- Samarithan (1988)
- At the Gallows End (1988)
- Sjunger Sigge Fürst (1993)
- Nimis (2001)
- At the Gallows End/Samarithan (2005)
- Dark Reflections/Into The Unfathomed Tower (2005)
- Mirror Mirror/The Bells Of Acheron (2005)
- Solitude/Crystal Ball (2005)
- Assassin of the Light (2005)
- Black Dwarf (with Robert Lowe on vocals) (2007)
- Lucifer Rising (2008)
- Don't Fear the Reaper (2010)
- Dancing in the Temple of the Mad Queen Bee (13 de abril de 2012)
- Candlemass vs. Entombed (Limited edition CD, recorded for Sweden Rock Magazine's 100th issue)
- Death Thy Lover (2016)
- House of Doom (2018)

### Demos
- Witchcraft (1984)
- Second demo (1984)
- Tales of Creation (1985)
- Demo with Marcolin (1987)

### DVD
- Documents of Doom (2002)
- The Curse of Candlemass (2005)
- Candlemass 20 Year Anniversary (2007)
- Ashes to Ashes Live (2010)

|}